# Obayashi Taryo
Obayashi Taryo (10 mai 1929 - 12 avril 2001) est un ethnologue japonais. C'est une sommité de l'ethnographie asiatique. Il fut professeur émérite de l'Université de Tokyo.

## Biographie
Il entre à la Faculté d’Economie de l’Université de Tokyo. Diplômé de l’Université de Vienne en 1959, il a enseigné à l’Université de Tokyo.
Il a contribué au développement de l'ethnographie ainsi qu'à celui de la mythologie. Sa méthode de recherche est très originale. Il a introduit une analyse du mythe dans les études des caractéristiques et de l’origine de la culture japonaise.   
C'est aussi un personnage très encyclopédique. Il possédait de profondes connaissances en histoire, archéologie et linguistique. 

## Distinctions
- prix Asahi
- Prix de la culture asiatique de Fukuoka (1999)